# Крайник Василь Олегович
Василь Олегович Крайник (7 червня 1996) — український плавець. Майстер спорту України міжнародного класу. Представляє Донецьку область. Бронзовий призер літніх Паралімпійських ігор 2020 у Токіо.

## Спортивні досягнення
- Чемпіон та триразовий бронзовий призер Європи 2018 року
- Бронзовий призер Чемпіонату світу 2019 року
- Дворазовий чемпіон, срібний та дворазовий бронзовий призер Чемпіонату Європи 2021 року